# مارسيليو دا سيلفا ميغيل
مارسيليو دا سيلفا ميغيل (مواليد 10 أغسطس 1995) هو لاعب كرة قدم برازيلي.

## وصلات خارجية
- مارسيليو دا سيلفا ميغيل على موقع رابطة كرة القدم اليابانية للمحترفين (اليابانية)
- مارسيليو دا سيلفا ميغيل على موقع قاعدة بيانات كرة القدم.إي يو (الإنجليزية)
- مارسيليو دا سيلفا ميغيل على موقع Soccerway.com (الإنجليزية)
- مارسيليو دا سيلفا ميغيل على موقع عالم كرة القدم.نت (الإنجليزية)
- مارسيليو دا سيلفا ميغيل على موقع AS.com (الإسبانية)